# 愛阿華縣 (威斯康辛州)
愛荷華郡（英語：Iowa County）是美国威斯康辛州西南部的一個縣，北以威斯康星河為界，面積1,989平方公里。根據2020年美國人口普查，共有人口23,709人。縣治道奇維爾市（Dodgeville）。該縣成立於1829年10月9日，縣名來自愛荷華人。